# Pfarrkirche Ainet

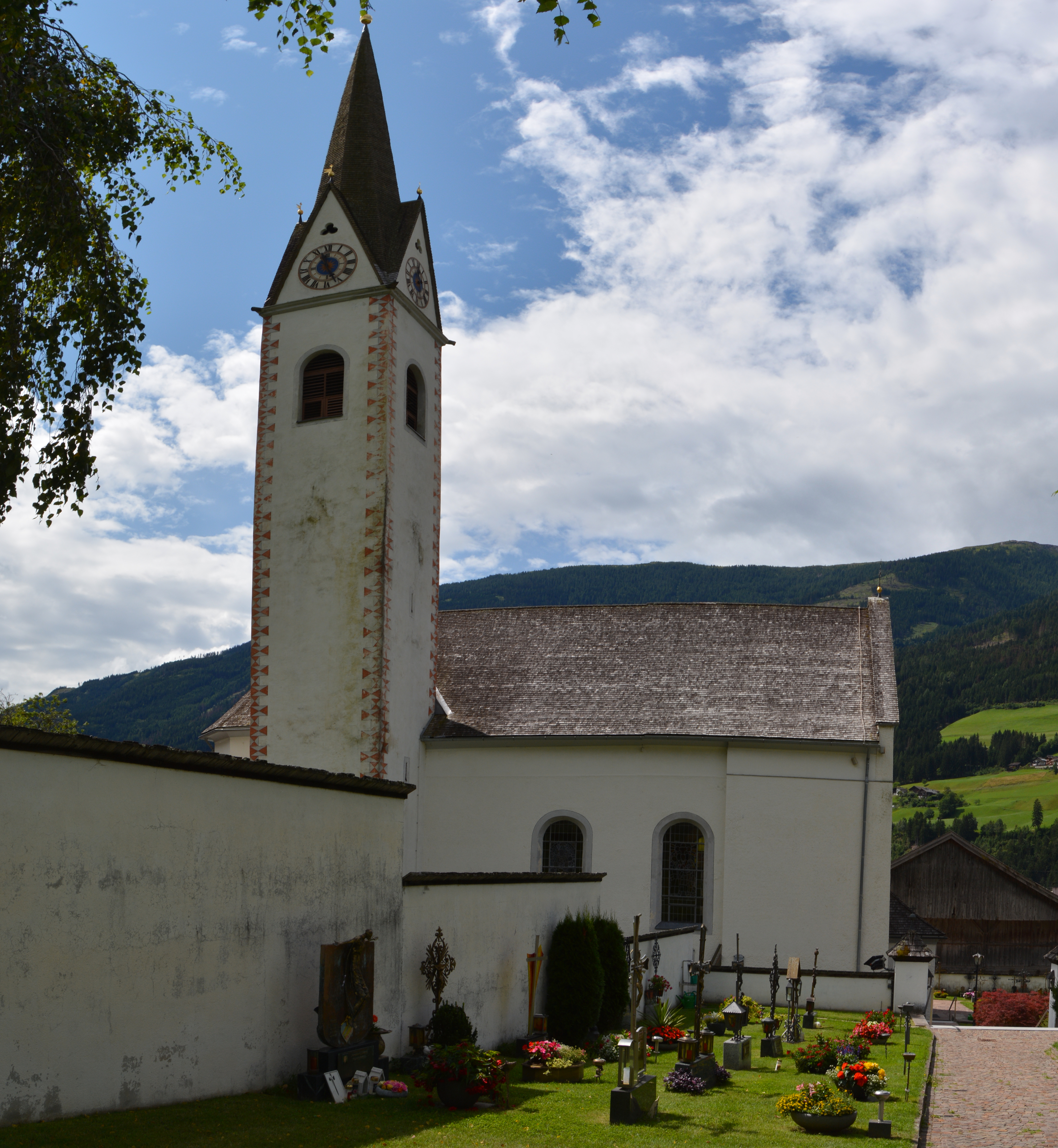
Kath. Pfarrkirche hll. Ulrich und Markus in Ainet von Norden

Die Pfarrkirche Ainet steht am oberen Dorfrand in der Gemeinde Ainet im Bezirk Lienz in Tirol. Die römisch-katholische Pfarrkirche gehört zum Dekanat Lienz in der Diözese Innsbruck. Die Kirche steht unter Denkmalschutz (Listeneintrag).

## Geschichte
1771 wurde eine Kuratie gestiftet und 1891 wurde die unter dem Patrozinium der Heiligen Ulrich und Markus stehende Kirche zur Pfarrkirche erhoben. Der heutige Kirchenbau wurde 1778/1779 durch den Baumeister Thomas Mayr erbaut und 1810 geweiht.

## Architektur

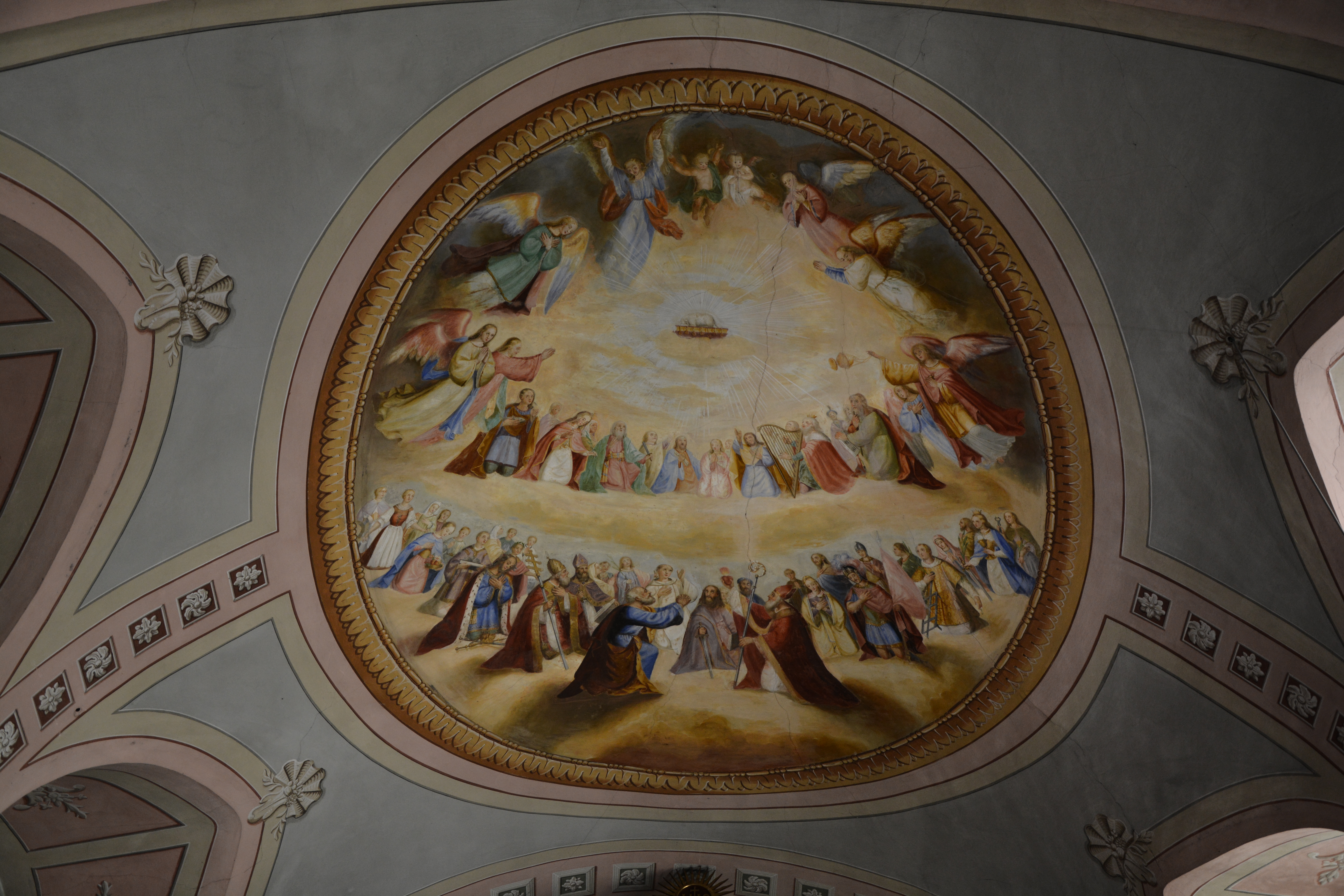
Deckenfresko Anbetung des Lammes

Der einfache barocke Kirchenbau mit einem hohen Nordturm in gotisierenden Formen steht in einem ummauerten Friedhof. Der Bau unter einem steilen, holzverschindelten Satteldach zeigt sich mit einem schlichten, vierjochigen Langhaus und einem abgesetzten quadratischen Chor mit abgeschrägten Ecken. Die Fassaden sind ungegliedert. 
Das Innere weist ein Tonnengewölbe mit Stichkappen auf. Die Joche sind durch Wandpfeiler mit gesimsartigen Kapitellen getrennt. Der zweijochige Chor ist um zwei Stufen erhöht und durch einen runden Triumphbogen vom Langhaus getrennt. 
Die Gewölbemalereien schuf Christoph Brandstätter der Ältere um 1830. Sie wurden 1901 von Johann Matthias Peskoller renoviert und übermalt. Sie zeigen im Langhaus den hl. Ulrich in der Schlacht auf dem Lechfeld und die Himmelfahrt Mariens, im Chor die Anbetung des Lammes.

## Ausstattung

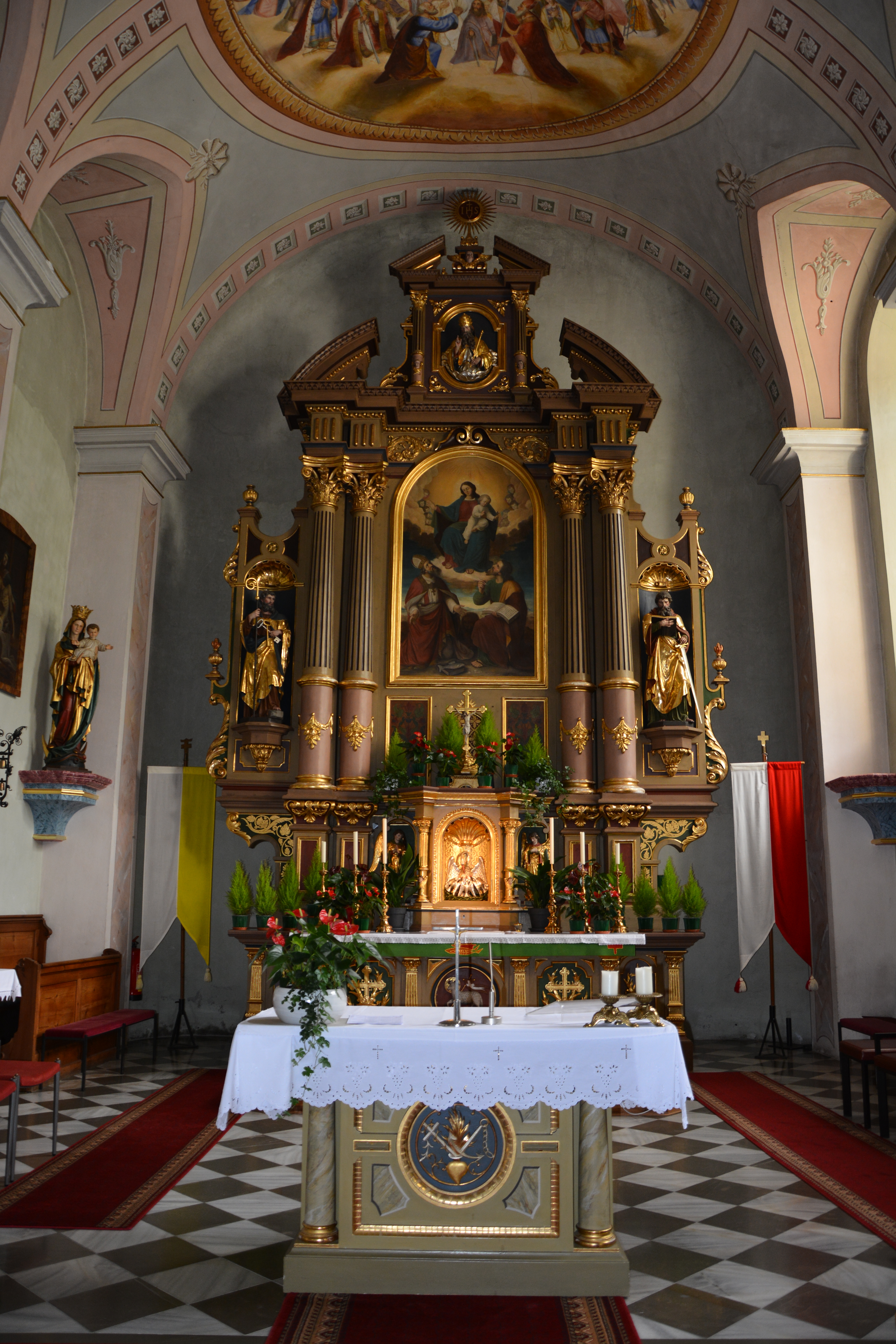
Hochaltar

Den Hochaltar im Neorenaissancestil baute Johann Barth (1885/1886). Das Altarbild zeigt die hll. Ulrich und Markus als Fürsprecher bei Maria, gemalt von Johann Hintner (1886). Das Relief Gottvater im Aufsatz und die Statuen Peter und Paul schuf Johann Paterer in der Mitte des 18. Jahrhunderts.
Das Orgelgehäuse ist aus 1906 von Alois Fuetsch.